# Ligdia
Genre
Ligdia est un genre de lépidoptères (papillons) de la famille des Geometridae.

## Espèce rencontrée en Europe
- Ligdia adustata (Denis & Schiffermüller, 1775) - Phalène du fusain

## Espèces hors Europe
Voir (fr + en) EOL : Ligdia